# União Social Alemã
A União Social Alemã (DSU) foi um pequeno partido político alemão strasserista fundado em 1956 e liderado por Otto Strasser, o qual havia pertencido à ala de esquerda do NSDAP, durando até sua dissolução em 1962. 

## Ideologia
De ideologia strasserista, o partido promovia uma plataforma nacionalista e neutralista, defendendo uma reunificação alemã baseada na "neutralidade soberana". Também mantiveram uma forte posição contra o parlamentarismo.